# Paléogénétique
La paléogénétique est une discipline de la biologie s'intéressant à la récupération et à l'analyse des séquences d'acides nucléiques des organismes du passé à partir de leurs restes fossiles mais aussi à partir d'ADN ancien présent sur différents substrats comme des sédiments. On parle alors d'ADN environnemental. Par ailleurs de nombreux noyaux cellulaires sont suffisamment bien conservés pour donner des informations sur l'évolution de la taille des génomes, les stases et les caryotypes,.

## Histoire
La paléogénétique est une science récente, dont le développement a été permis par le progrès des techniques de biologie moléculaire. Les premières séquences d'ADN issus d'êtres vivants morts depuis plusieurs milliers d'années ont été isolées grâce aux nouvelles techniques de clonage de l'ADN, en 1984 à partir d'un Equus quagga quagga empaillé, puis en 1985 à partir d'une momie égyptienne.